# Еркан, Никола
Ни́кола Е́ркан (хорв. Nikola Jerkan; 8 декабря 1964, Сплит, СФР Югославия) — хорватский футболист, играл на позиции защитника.
Принимал участие в чемпионате Европы по футболу 1996 года.

## Клубная карьера
Никола Еркан родился в Сплите. Первой профессиональной командой был «Загреб» из одноимённого города. В 1983 году перешёл в клуб «Цибалия», который покинул через три года ради предложения поиграть в клубе из родного города — «Хайдука». В сезоне 1988 года закрепился в основном составе команды и попал на заметку многим европейским клубам. В 1990 году перешёл в испанский «Овьедо», где на второй сезон был признан лучшим защитником испанской лиги. В течение шести сезонов был незаменимым игроком испанской команды.
В 1996 году решил сменить место работы и перешёл в английский футбольный клуб «Ноттингем Форест». Сумма контракта составила 1 млн фунтов стерлингов. После ухода из клуба главного тренера Фрэнка Кларка, перестал попадать в состав команды, поскольку новый тренер Дейв Бассетт не слишком в нём нуждался. Всего за «Ноттингем» Никола сыграл 14 матчей, в которых не забил ни одного мяча.
В сезоне 1997—1998 годов Никола побывал в аренде в австрийском «Рапиде». После аренды вернулся в «Ноттингем», но лишь на тренировки, и вскоре покинул это клуб перебравшись в бельгийский «Шарлеруа». За два сезона выступлений в «Шарлеруа» сыграл 36 матчей.
В 2001 году закончил игровую карьеру.

## Статистика клубных выступлений
| Сезон     | Команды          | Матчи | Голы |
| --------- | ---------------- | ----- | ---- |
| 1983—1984 | Цибалия          | 0     | 0    |
| 1984—1985 | Цибалия          | 0     | 0    |
| 1985—1986 | Цибалия          | 0     | 0    |
| 1986—1987 | Хайдук (Сплит)   | 0     | 0    |
| 1987—1988 | Хайдук (Сплит)   | 0     | 0    |
| 1988—1989 | Хайдук (Сплит)   | 33    | 0    |
| 1989—1990 | Хайдук (Сплит)   | 31    | 1    |
| 1990—1991 | Реал Овьедо      | 34    | 0    |
| 1991—1992 | Реал Овьедо      | 33    | 0    |
| 1992—1993 | Реал Овьедо      | 38    | 0    |
| 1993—1994 | Реал Овьедо      | 32    | 0    |
| 1994—1995 | Реал Овьедо      | 31    | 0    |
| 1995—1996 | Реал Овьедо      | 35    | 1    |
| 1996—1997 | Ноттингем Форест | 14    | 0    |
| 1997—1998 | Рапид (Вена)     | 21    | 0    |
| 1998—1999 | Ноттингем Форест | 0     | 0    |
| 1999—2000 | Шарлеруа         | 26    | 0    |
| 2000—2001 | Шарлеруа         | 10    | 0    |
| 1983—2001 | Итого            | 338   | 2    |

## Карьера в сборной
За сборную дебютировал 5 июля 1992 года в товарищеском матче против национальной сборной Австралии, проходившем в Мельбурне и закончившимся победой хозяев со счётом 1:0.
Первый и единственный мяч за сборную забил 9 октября 1994 года в матче отборочного турнира к чемпионату Европы 1996 года против национальной команды Литвы.
Участник чемпионата Европы 1996 года. На турнире сыграл три матча — два на групповом этапе против команд Турции и Дании, завершившихся победами сборной Хорватии, соответственно, со счётом 1:0 и 3:0, и один в четвертьфинале против команды Германии, в котором его сборная проиграла 1:2 и вылетела из соревнования. В этой встрече стал антигероем — он сыграл рукой в своей штрафной площади, за что его сборная была наказана пенальти, успешно реализованным Юргеном Клинсманом.